# Renato Paiva
Renato Manuel Alves Paiva (Pedrógão Pequeno, 22 de março de 1970) é um treinador português de futebol. Atualmente comanda o Fortaleza.

## Trajetória

### O início
Paiva ingressou no Benfica em 2004, inicialmente no Departamento de Prospecção do clube enquanto trabalhava também como adjunto na equipa Juvenil B. Sua primeira experiência como treinador ocorreu em 2006, quando foi nomeado para comandar os sub-14.
Paiva continuou a sua progressão na estrutura do clube, assumindo ao longo dos anos os comandos dos sub-16, sub-17 e sub-19. Em janeiro de 2019, após a nomeação de Bruno Lage como treinador da equipa principal, Paiva foi nomeado treinador da equipa B, na LigaPro. O seu primeiro jogo como treinador profissional ocorreu no dia 16 de janeiro, com uma vitória por 4-0 sobre o Académico de Viseu.
No dia 25 de dezembro de 2020, Paiva deixou os Encarnados, tendo declarado o desejo de "conquistar títulos".

### Independente del Valle
Em 25 de dezembro de 2020, obteve a sua primeira experiência internacional, ao ser anunciado como treinador do Independiente del Valle, do Equador, sucedendo ao espanhol Miguel Ángel Ramírez. A sua apresentação oficial ocorreu em 7 de janeiro no complexo de Chillo Jijón, propriedade do Negriazul.
À chegada, declarou:
| “ | Não quero jogar à bola longa, porque não se sabe de quem é a bola. A nossa filosofia é fazer com que todos os jogadores se sintam importantes, mesmo aqueles que estão fora. Queremos que todos estejam motivados na equipa. Conhecemos a formação da academia do Independiente e queremos conhecer os jogadores mais jovens, para perceber quem pode integrar imediatamente a equipa principal. | ” |

No seu primeiro jogo no comando do Negriazul não obteve êxito, ao ser derrotado pelo Orense na primeira jornada da Serie A de Ecuador. A sua primeira vitória nesse campeonato só viria na terceira jornada, frente ao Mushuc Runa, em casa. Também participou na Copa Libertadores de 2021 desde a fase inicial, conseguindo chegar até a fase de grupos, onde não conseguiu ultrapassar essa etapa. Posteriormente, foi eliminado nos oitavos de final da Copa Sulamericana, onde também não conseguiu avançar, ao ser eliminado pelo Red Bull Bragantino.
No final da temporada de 2021, levou o Independiente del Valle à final da Serie A equatoriana contra o Emelec, onde saiu campeão; foi este o seu primeiro título enquanto treinador principal e o primeiro conquistado pelo clube a nível local. Manteve-se no comando da equipa até maio de 2022.

### León
Entre maio e novembro de 2022, Renato Paiva treinou o León, da primeira divisão do México.

### Bahia
No dia 6 de dezembro de 2022, foi anunciado como novo treinador do Bahia para comandar o clube na temporada 2023. Em abril de 2023, conquistou o título do Campeonato Baiano.
Em 6 de setembro de 2023, após uma temporada com muitos altos e baixos, polêmicas e muita pressão da torcida, Paiva pediu demissão do clube nordestino.

### Toluca
Em 1º de dezembro de 2023, foi anunciado como treinador do Toluca, clube do México.

### Botafogo
Em 27 de fevereiro de 2025, foi anunciado como novo treinador do Botafogo, clube de futebol brasileiro, atual campeão do Campeonato Brasileiro e da Copa Libertadores da América. No mesmo dia do anúncio oficial, John Textor, dono da SAF Botafogo, justificou a contratação do português.
"Temos um perfil de busca que é: inteligente, técnico e rápido. Ainda não atingimos esse objetivo. Recrutamos dessa forma porque o Botafogo way é inteligente, técnico e rápido. Eu adoro alguns dos treinadores que entrevistamos. Um treinador traz muita coisa para o vestiário, outro traz um estilo particular. Quero um técnico que possa jogar do nosso jeito: inteligente, técnico e rápido. E eu encontrei esse cara."— John Textor
Em 30 de junho de 2025, dois dias após a eliminação no Mundial de Clubes da FIFA, o treinador foi demitido. Ele esteve à frente da equipe em 23 jogos, com 12 vitórias, três empates e oito derrotas — aproveitamento de 56.5% .
Em sua passagem no clube, o maior destaque foi a vitória do Botafogo contra o PSG, pelo Mundial de Clubes, feito que repercutiu em toda a imprensa mundial. Além disso, quebrou um longo jejum de treze anos que um clube sul-americano não vencia um clube europeu.

### Fortaleza
Em 17 de julho de 2025, Renato Paiva foi anunciado como novo treinador do Fortaleza, assinando um contrato válido até 31 de dezembro de 2026.

## Títulos

### Como treinador
Bahia
- Campeonato Baiano: 2023

Independiente del Valle
- Campeonato Equatoriano: 2021

### Prêmios individuais
- Melhor Treinador do Campeonato Equatoriano: 2021[26]